# Arctic Monkeys
Arctic Monkeys (МФА: [’ɑ:rktɪk ’mʌŋkɪs]; примерный перевод — «Арктические мартышки») — британская рок-группа, сформированная в 2002 году в Хай Грин, пригороде Шеффилда. В настоящий момент состоит из вокалиста и гитариста Алекса Тёрнера, гитариста Джейми Кука, барабанщика Мэтта Хелдерса и бас-гитариста Ника О’Мэлли, сменившего ранее игравшего в группе Энди Николсона, который покинул группу в 2006 году, вскоре после выхода дебютного альбома.
Группа выпустила семь студийных альбомов: Whatever People Say I Am, That’s What I’m Not (2006), Favourite Worst Nightmare (2007), Humbug (2009), Suck It and See (2011), AM (2013) и Tranquility Base Hotel & Casino (2018),  The Car (2021), а также два концертных альбома At the Apollo (2008) и Live In The Royal Albert Hall (2020).
Первая пластинка группы стала самым быстро продаваемым дебютным альбомом в истории Великобритании. Ансамбль завоевал семь наград Brit Awards: дважды став лучшей группой и трижды — за лучший альбом года. Два раза квартет номинировался на премию «Грэмми». В 2006 году коллектив стал обладателем Mercury Prize — премии, присуждаемой за лучший альбом Великобритании и Ирландии, также был номинирован на этот приз в 2007 и 2013 годах. В 2007 и 2013 годах группа была хедлайнером фестиваля «Гластонбери».
Такой успех, учитывая скептическое отношение членов группы к музыкальной индустрии и их нежелание заключать контракт с мейджор-лейблом, во многом объясняется активным распространением их демозаписей фанатами через Интернет, в частности, через P2P и социальные сети. Arctic Monkeys стали одной из первых групп, добившихся крупного успеха без поддержки традиционных СМИ, таких как радио и телевидение, продемонстрировав таким образом эффективность подобного способа продвижения новой музыки. В настоящее время группа издаёт записи на независимом лейбле Domino Records.

## История

### Ранние годы
Группа появилась на свет в 2002 году в местечке Хай Грин, пригороде английского города Шеффилда. Началось всё с того, что двое соседей-приятелей — Алекс Тёрнер и Джейми Кук — одновременно попросили своих родителей подарить им на Рождество по какому-нибудь музыкальному инструменту. Оба получили по электрогитаре и, самостоятельно освоив азы игры, решили создать группу. В её состав также вошли школьные приятели: Энди Николсон и Мэтт Хелдерс. Николсон уже играл на басу, и поэтому Хелдерсу пришлось занять позицию ударника: «У них у всех уже были свои гитары, поэтому мне пришлось купить себе ударную установку». Только в мае 2006 года стало известно, что Тёрнер не был первым вокалистом группы, до него эту позицию занимал Глен Джонс, один из учеников школы, в которой учились будущие «мартышки». Сам Джонс в интервью сказал, что покинул группу, так как «…не видел смысла продолжать играть… мы просто были подростками, страдающими от скуки». Группа сразу же взяла себе название Arctic Monkeys. Несмотря на то, что позже коллектив напридумывал массу смешных историй о том, откуда взялось это словосочетание (вплоть до того, что такое имя носила группа, в которой когда-то играл отец Хелдерса), автором был гитарист Джейми Кук, который, как оказалось, с самого детства мечтал играть в группе с таким названием.

### Первый контракт (2003)
Первые репетиции группа проводила в Yellow Arch Studios, расположенном в Нипсэнде, пригороде Шеффилда. Дебютный концерт прошёл 13 июня 2003 года, в клубе «The Grapes» центрального района Шеффилда. После нескольких выступлений в 2003 году коллектив приступил к производству демозаписей. 17 песен, которые впоследствии вошли в демоальбом Beneath the Boardwalk, были записаны на компакт-диски и бесплатно раздавались на выступлениях ансамбля. Поскольку количество дисков было ограничено, поклонники начали копировать эти песни и передавать их друг другу, а также выложили их в Интернет. Быстрое распространение привело к тому, что эти 17 композиций стали считать первым альбомом группы. Музыканты не возражали: «В конце концов, мы сами раздавали эти диски совершенно бесплатно. И потом, так концерты получались лучше, потому что люди уже знали наши песни и могли подпевать». Впоследствии музыканты признавались, что они даже не знали, как выкладывать музыку в Интернет. В интервью журналу «Prefix» на вопрос о популярности странички группы в Myspace музыканты ответили, что до самого интервью они сами не знали о существовании такой страницы.
Группа стала популярна на севере Англии, вследствие чего удостоилась внимания со стороны BBC Radio и «жёлтой прессы». Местный фотограф-любитель Марк Булл снял их выступление на видео и смонтировал видеоклип «Fake Tales of San Francisco», разместив его на своём личном сайте. В мае 2005 года Arctic Monkeys выпустили свой первый сингл — «Five Minutes with Arctic Monkeys» — на собственном лейбле Bang Bang вместе с композициями «Fake Tales of San Francisco» и «From the Ritz to the Rubble». Сингл был издан ограниченным тиражом в 500 копий CD и 1000 копий 7-дюймового винила, а также стал доступен для покупки в iTunes Store. Вскоре после этого группа выступила на фестивалях Carling Stage, где посмотреть на их живое выступление пришло довольно большое число зрителей.
В июне 2005 года музыканты подписали контракт с Domino Records. Группа относилась с симпатией к владельцу лейбла Лоуренсу Беллу, приверженцу субкультуры «DIY», который заключал контракты только с теми группами, что нравились ему самому. Британская газета Daily Star сообщила, что в октябре был подписан контракт Domino Records с EMI на сумму 1 млн фунтов стерлингов и на 725 тыс. фунтов стерлингов с Epic Records, отвечающих за распространение пластинок группы в США. Музыканты всячески отрицали это, однако Domino Records получило лицензию EMI на распространение продукции в Австралии и в Новой Зеландии. Первым синглом группы на лейбле Domino Records стал выпущенный 17 октября 2005 года «I Bet You Look Good on the Dancefloor», сразу после релиза оказавшийся на первой строчке UK Singles Chart, потеснив оттуда Sugababes и Робби Уильямса. Второй сингл, «When the Sun Goes Down», вышел 16 января 2006 года и занял первую строчку UK Singles Chart, при тираже в 38 922 проданных копий. Успех группы при небольшом количестве маркетинга и рекламы продемонстрировал эффективность распространения и продвижения своей музыки через Интернет, минуя СМИ.

### Whatever People Say I Am, That’s What I’m Not(2006)

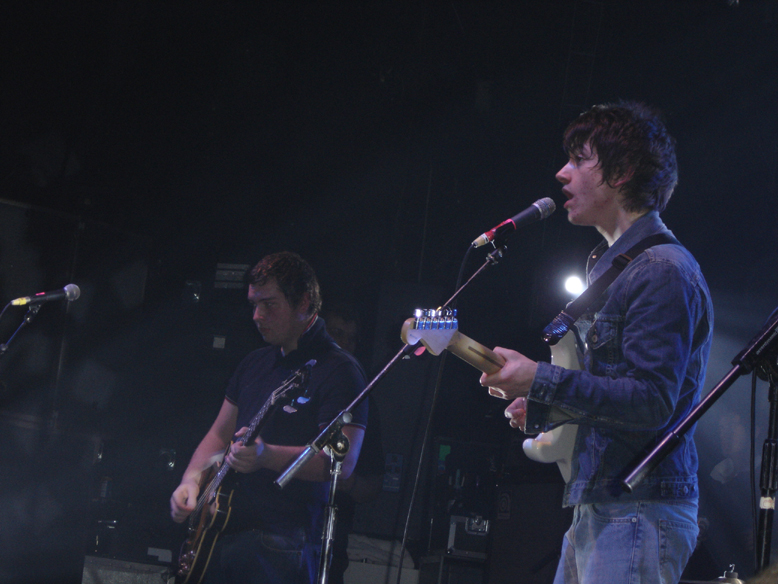
Концерт Arctic Monkeys в 2006 году

21 января 2006 группа выпустила свой дебютный альбом Whatever People Say I Am, That’s What I’m Not. Несмотря на то, что большая часть песен пластинки уже была доступна на ранних демоверсиях в интернете, Whatever People Say I Am, That’s What I’m Not за первую неделю после выхода разошёлся тиражом более 363 735 проданных копий, став самым быстро продаваемым дебютным альбомом в истории Великобритании и побив тем самым достижение пластинки Popstars поп-группы Hear’Say, тираж которой составил 306 631 проданных копий. На обложке альбома изображён близкий друг группы Крис Макклюр, курящий сигарету, за что ансамбль подвергся критике со стороны национальной службы здравоохранения Шотландии, увидевшей в ней «пропаганду курения».
В США пластинка вышла месяцем позже, попав на 24 строчку чарта Billboard 200. За первую неделю было продано около 350 000 копий, что сделало её вторым самым быстро продаваемым дебютным инди-рок альбомом в Америке. Несмотря на то, что американские критики встретили юных англичан куда более сдержанно, чем их британские коллеги, пластинка получила довольно неплохие оценки, что сказалось на проходившем в июле 2006 года американском туре группы, где практически каждое выступление сопровождалось лестными отзывами. Тем временем британский журнал NME поставил дебютную пластинку группы на пятую строчку в списке «500 величайших альбомов всех времён», а на церемонии премии NME 2006 коллектив получил сразу три награды, основанные на голосовании поклонников: Лучшая британская группа, Лучшая новая группа и Лучший трек («I Bet You Look Good on the Dancefloor»).
24 апреля 2006 группа выпустила мини-альбом под названием Who the Fuck Are Arctic Monkeys?. В него вошли пять треков, и по длительности он не подходил для участия ни в чарте альбомов, ни в чарте синглов. Более того, из-за присутствия ненормативной лексики в текстах песен, их оставило без внимания большинство радиостанций, что, впрочем, не волновало музыкантов. Релиз мини-альбома спустя три месяца после дебютного был воспринят критиками «наживой», за что получил сдержанные отзывы. В интервью журналу San Diego CityBeat Джейми Кук сказал, что мини-альбом был выпущен не для заработка денег, а для того чтобы избежать «скуки от гастролей с одним выпущенным альбомом».
Вскоре после релиза мини-альбома коллектив объявил, что басист Энди Николсон не примет участия в предстоящем туре по Северной Америке из-за усталости. По возвращении в Великобританию Николсон объявил, что уходит из группы и хочет заняться собственным проектом. Кроме того, по его словам, ему было трудно справляться с успехом и славой, которых группа достигла всего за полгода. На официальном сайте «мартышек» появилось прощальное письмо, а также было объявлено, что Николсона заменит бывший басист группы The Dodgems Ник О’Мэлли. Первым релизом Arctic Monkeys без Николсона стал сингл «Leave Before the Lights Come On», вышедший 14 августа 2006. В интервью NME Алекс Тёрнер сказал, что песня была одной из последних, которую он написал до успеха группы. Это был первый релиз коллектива, который не возглавил чарт, остановившись на четвёртом месте. 6 сентября 2006 пластинка Whatever People Say I Am, That’s What I’m Not стала обладателем премии Mercury Prize, присуждаемой за лучший альбом года.

### Favourite Worst Nightmare(2007)
23 апреля 2007 года вышел Favourite Worst Nightmare — второй студийный альбом группы, первый сингл с которого — «Brianstorm» — был издан неделей ранее. Тёрнер, описывая песни, назвал их «намного отличающимися от прошлых», добавив, что звук таких композиций, как «From the Ritz to the Rubble» и «The View from the Afternoon» был избыточным и они постарались от этого уйти. 10 февраля 2007 года на закрытом концерте в клубе «Leadmill» были представлены семь новых композиций (шесть из Favourite Worst Nightmare и ещё одна). Одна из первых рецензий описывала альбом как «очень, очень быстрый и очень, очень громкий».

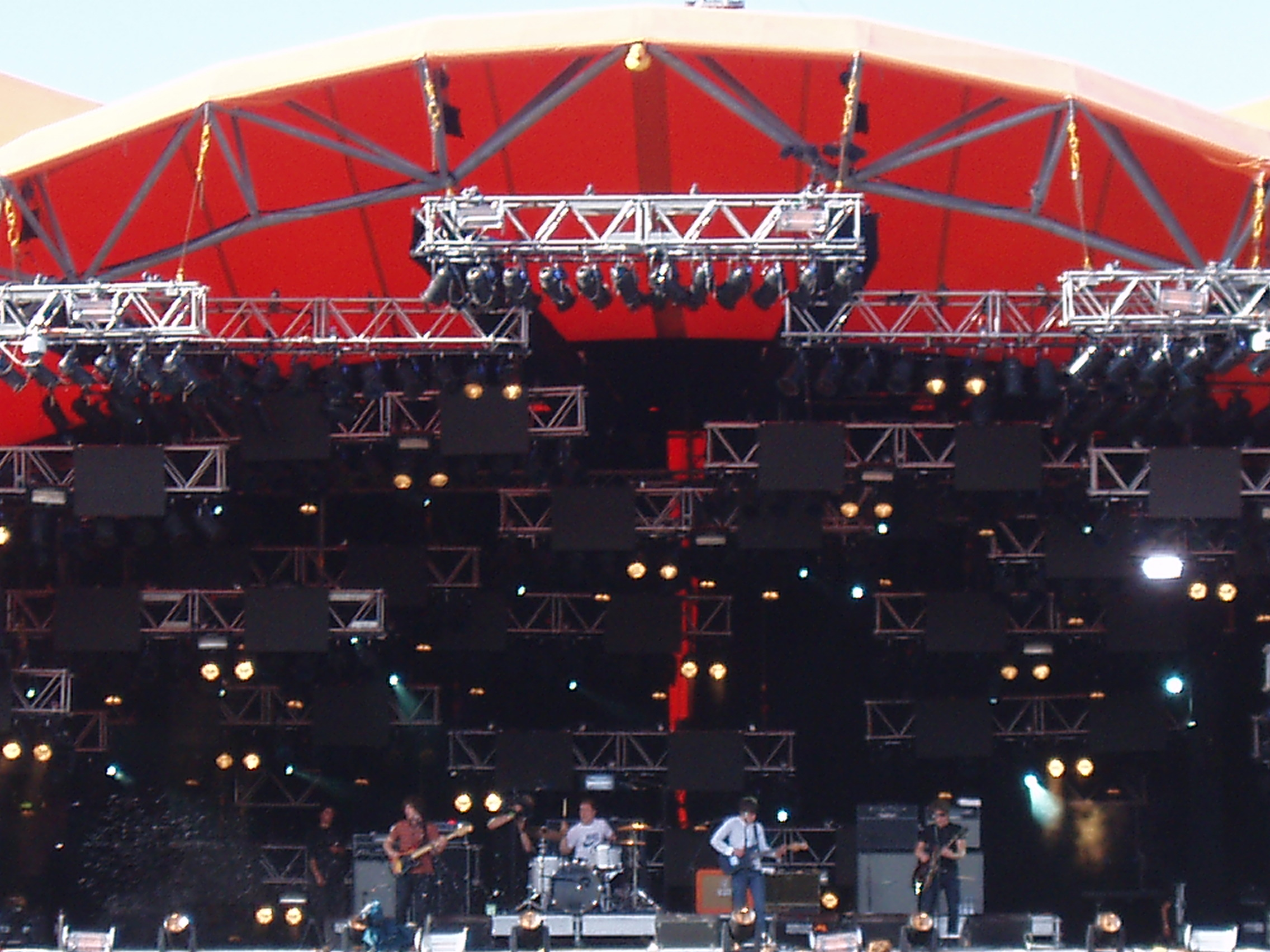
Arctic Monkeys на фестивале в Роскилле, 8 июля 2007 года

Между тем группа продолжала собирать награды со всего мира, а именно: «Лучший новый артист в Соединённых Штатах» по версии PLUG Independent Music Awards, «Альбом года» в Японии, Ирландии и США, а также «Лучший альбом» и «Лучшее музыкальное DVD» от NME Awards 2007. Вечером 14 февраля 2007 года в Лондоне прошла церемония награждения лауреатов музыкальной премии Brit Awards 2007, на которой участники Arctic Monkeys были названы «Лучшей британской группой» и авторами «Лучшего британского альбома», однако группа, как и в прошлом году, церемонию проигнорировала, прислав организаторам премии благодарственную видеозапись, в которой музыканты были переодеты в персонажей «Волшебника Оз». Второй год подряд «мартышки» были номинированы на ежегодную премию Mercury Prize, но не смогли обойти группу Klaxons с альбомом Myths of the Near Future.
29 апреля 2007 года Favourite Worst Nightmare занял первое место в UK Albums Chart. Также все 12 композиций с альбома вошли в Топ-200 UK Singles Chart. Песни «Fluorescent Adolescent» и «505» попали в Топ-75, достигнув 60-й и 74-й строчки соответственно. Позже группа выпустила «Fluorescent Adolescent» в качестве сингла, который, после исполнения песни в «Шоу Джонатана Росса» (англ. The Jonathan Ross Show), попал на 5-ю строчку чарта. Алекс Тёрнер называл видеоклип сингла «Fluorescent Adolescent» «лучшим видео за последние 10 лет и лучшей работой Arctic Monkeys». Главную роль в клипе сыграл актёр Стивен Грэм, известный по роли Томми в культовом фильме «Большой куш». Третий сингл альбома, «Teddy Picker», вышел 3 декабря 2007 года, заняв 20-ю строчку хит-парада Топ-40. Он сумел продержаться в нём всего неделю, что сделало его самым худшим синглом группы. Группа под псевдонимом The Death Ramps, выпустила в ограниченном количестве два би-сайда с сингла «Teddy Picker»: «The Death Ramps» и «Nettles». Тираж составил 250 виниловых пластинок.
22 июня 2007 года Arctic Monkeys были хедлайнерами фестиваля Гластонбери, во время которого выступили вместе с Dizzee Rascal и Simian Mobile Disco и перепели композицию Ширли Бэсси «Diamonds Are Forever». 16 июня 2007 года «мартышки» дали большой концерт в Дублине, проходивший в Замке Мэлахайд. 19 и 20 июня группа дала два выступления на Cardiff International Arena при поддержке близких друзей — инди-рок-группы Reverend and the Makers. Тур в поддержку альбома завершился 17 декабря 2007 года концертом в Манчестере, который 3 ноября 2008 был издан на DVD под названием At the Apollo, а 14 октября вышел в кинопрокат.

### Humbug(2008—2010)
После короткого перерыва, в течение которого Алекс Тёрнер гастролировал со своим проектом The Last Shadow Puppets, группа записала в общей сложности 24 песни. Осенью 2008 года совместно с Джошом Хомме, основателем Queens of the Stone Age, было подготовлено 12 композиций, остальные были записаны с Джеймсом Фордом, после тура группы по Австралии и Новой Зеландии, весной 2009 года в Нью-Йорке. Во время этого тура группа представила сингл «Crying Lightning», а также песни «Pretty Visitors», «Dangerous Animals» и «Potion Approaching» (также известный как «Go-Kart»). 14 мая 2009 года в видеоролике, посвящённом двадцатитрёхлетию Мэтта Хелдерса, ударник Arctic Monkeys сообщил, что альбом будет состоять из 14 песен, и что Алекс Тёрнер занимается обработкой материала в Нью-Йорке. 1 июня 2009 года на официальном сайте был обнародован список композиций нового альбома, состоявший только из 10 песен.

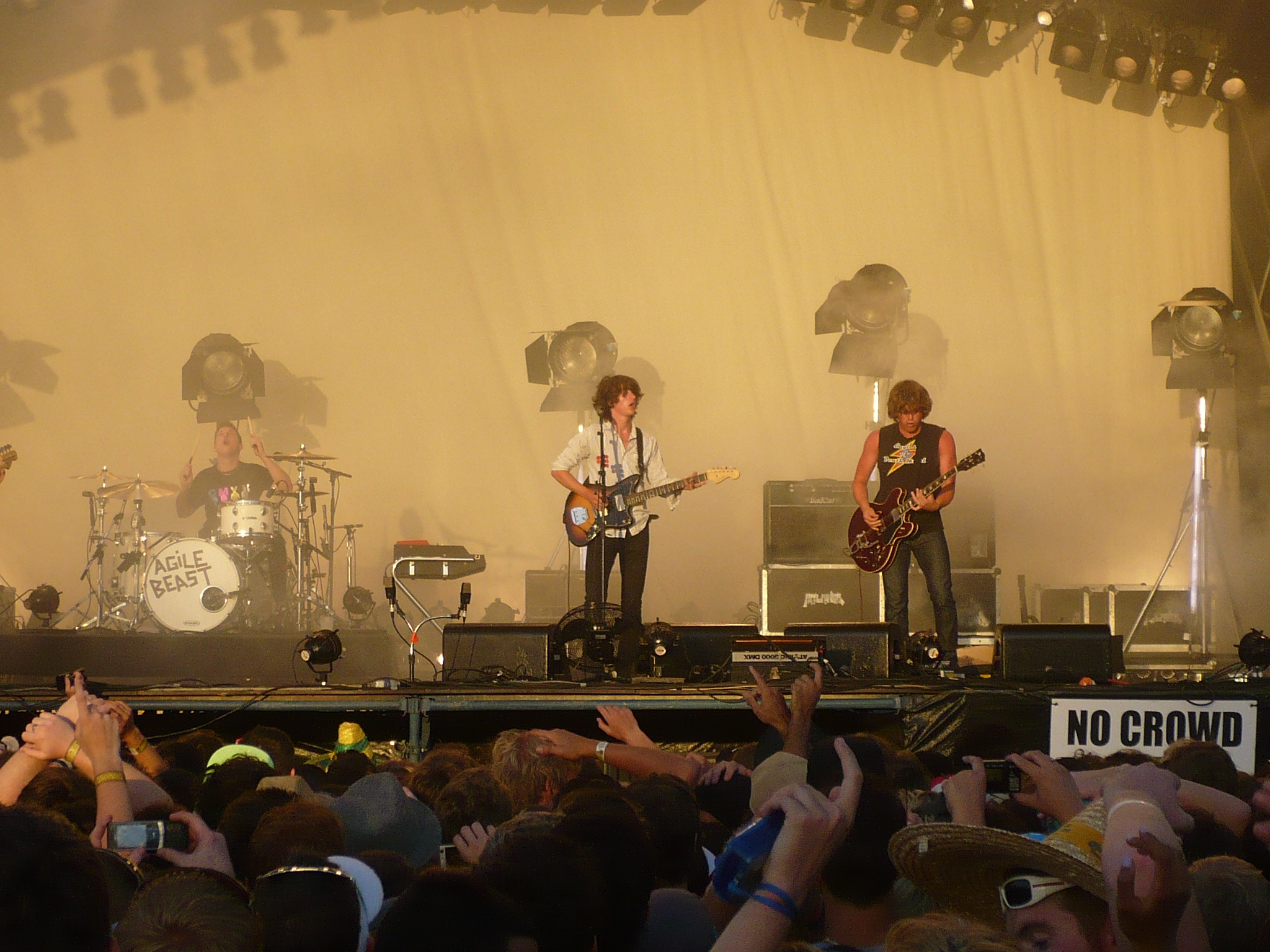
Arctic Monkeys на фестивале Big Day Out в городе Перт, Австралия, 1 февраля 2009 года

В статье на сайте журнала Clash обозреватель Саймон Харпер заявил, что музыканты «всецело пренебрегли какими-либо ожиданиями или предположениями, чтобы исследовать те глубины, которые они способны достичь, выйдя за рамки своих общепризнанных стилей» и что «Тёрнер не только обыкновенно красноречив, он определённо достиг степени несравненного сочинителя, чьи темы крутятся и вращаются сквозь истории и аллегории, столь мощные и глубокие, что это действительно захватывает дух». В этой же публикации говорилось, что в процессе написания альбома группа слушала Ника Кейва, Джими Хендрикса и группу Cream. 9 июня 2009 года в блоге группы на Myspace было представлено название третьего студийного альбома. Humbug вышел 19 августа 2009 года и, как и его предшественники, достиг первой строчки чартов.
6 июля на радиостанции BBC Radio 1 состоялась премьера первого сингла — «Crying Lightning». В этот же день песня стала доступной для скачивания в iTunes. 12 июля 2009 года сингл «Crying Lightning» дебютировал на 12-й строчке UK Singles Chart и на первой в UK Indie Chart. Второй сингл, «Cornerstone», включающий три новые песни («Catapult», «Sketchead» и «Fright Lined Dining Room»), вышел 16 ноября 2009 года, однако ему не удалось повторить тот же успех: он достиг лишь 94-й строчки UK Singles Chart. В феврале 2010 года было объявлено, что третьим и последним синглом с альбома станет «My Propeller», который был выпущен 22 марта.
Arctic Monkeys приступили к гастролям в январе 2009-го и стали хедлайнерами фестивалей Рединг и Лидс 2009. За время выступления на фестивале группа сыграла несколько композиций с альбома Humbug и кавер-версию песни «Red Right Hand» группы Nick Cave and the Bad Seeds. Тур в поддержку пластинки завершился 22 апреля 2010 года в Мексике.

### Suck It and See(2011—2012)
В январе 2011 года журнал NME опубликовал запись в которой говорилось, что группа вновь объединится с продюсером Джеймсом Фордом для записи четвёртого альбома, который должен выйти в последний числах весны. В статье журнала Q было сказано, что четвёртый альбом «мартышек» будет «более урожайным», чем Humbug, а также что «это звучание группы, раздвинувшей шторы и позволившей солнечному свету войти».
Альбом был записан в Лос-Анджелесе в студии Sound City в период с 2010 по 2011 год. 4 марта 2011 года на своём официальном сайте коллектив опубликовал первую композицию новой пластинки — «Brick by Brick» с вокалом Мэтта Хелдерса. По словам Мэтта, песня не является синглом: музыканты обнародовали её для того, чтобы дать понять, как будет звучать новый альбом. 10 марта 2011 года коллектив анонсировал выход четвёртого альбома, было объявлено название — Suck It and See и назначена дата выхода, намеченная на 6 июня.
Первый сингл с нового альбома «Don’t Sit Down ’Cause I’ve Moved Your Chair» стал доступен для свободного скачивания 11 апреля, а также вышел на виниловых пластинках вместе с песней «Brick by Brick» в день музыкального магазина — 16 апреля 2011 года. 17 апреля сингл достиг первой строчки UK Singles Chart. Версия с двумя би-сайдами стала доступна 30 мая на 7- и 10-дюймовых виниловых пластинках. 30 апреля группа не стала дожидаться официальной даты выхода альбома и выложила новую пластинку для прослушивания на своём официальном сайте. Suck It and See вышел 6 июня 2011 года и в этот же день возглавил британский хит-парад. После этого Arctic Monkeys стали вторым коллективом в истории, у которого все четыре альбома дебютировали на первой строчке британского хит-парада.

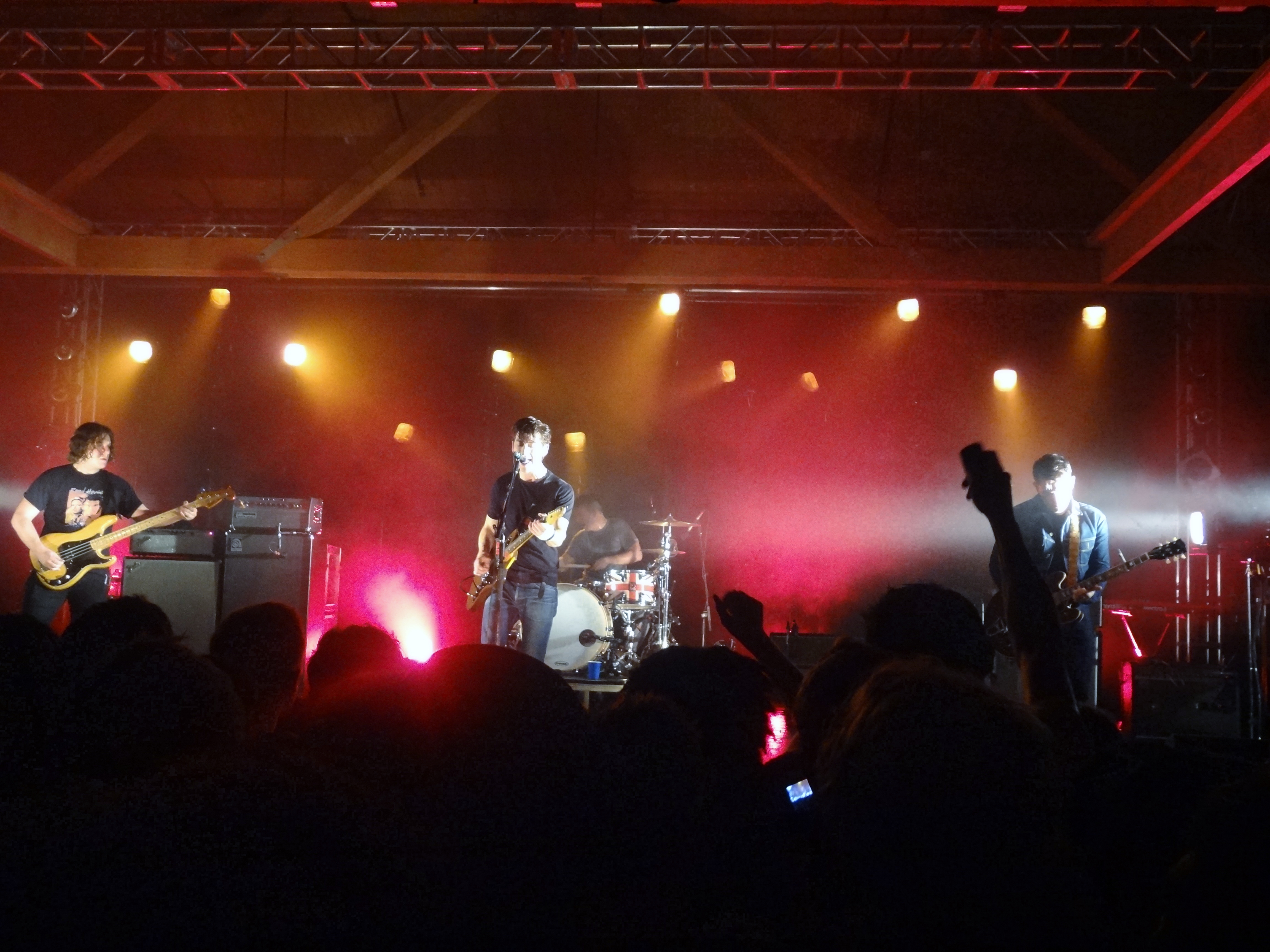
Arctic Monkeys выступают в Showbox SoDo, Сиэтл, 10 августа 2011 года

Группа анонсировала песню «The Hellcat Spangled Shalalala», ставшую вторым синглом альбома. Большая часть физических носителей была повреждена в результате пожара в здании PIAS Entertainment Group вследствие беспорядков в Лондоне. Оставшаяся часть составила ограниченный тираж 7-дюймовых виниловых пластинок, выпущенный 14 августа 2011 года. Песня попала только в Топ-200 чарта Британии, однако достигла 25-й строчки чарта Бельгии. В сентябре 2011 года коллектив выпустил видеоклип на песню «Suck It and See» с барабанщиком Мэттом Хелдерсом в главной роли, и объявил о том, что песня выйдет в качестве сингла 31 октября 2011 года. В июле 2011-го группа выпустила в iTunes Store мини-альбом, состоящий из шести концертных записей с фестиваля iTunes, проходившем в Лондоне.
В мае 2011 года Arctic Monkeys приступили к гастролям в поддержку альбома. Группа была хедлайнером Benicassim Festival 2011 наряду с The Strokes, Arcade Fire и Primal Scream, а также хедлайнером таких фестивалей, как Oxegen 2011, Super Bock Super Rock 2011, V Festival 2011, Rock Werchter и фестиваля T in The Park. 7 февраля 2011 года группа подтвердила, что даст «большой домашний концерт» на стадионе Don Valley Bowl в Шеффилде, 10 и 11 июня при участии Майлза Кейна, Анны Кальви, групп The Vaccines, Dead Sons и Mabel Love. Видеозаписи с концерта вошли в клип на сингл «The Hellcat Spangled Shalalala». Коллектив выступил на юбилейном (20-м) фестивале Lollapalooza, проходившем с 5 по 7 августа 2011 года. Тур продолжился до марта 2012 года.
27 октября «мартышки» выпустили клип на песню «Evil Twin» с би-сайда сингла «Suck It And See». Ансамбль исполнил песню на Шоу Грэма Нортона 28 октября. Четвёртым синглом с альбома стал «Black Treacle», вышедший 23 января 2012 года. Клип на песню был опубликован на сервисе YouTube 5 января.

### AM(2012—2014)

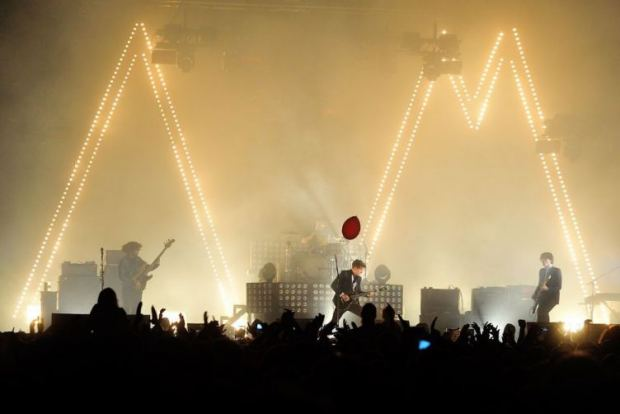
Arctic Monkeys выступают на фестивале INmusic, 25 июня 2013 года. Концерт был частью AM Tour

26 февраля 2012 года на своём канале на YouTube группа выпустила песню «R U Mine?». 4 марта композиция заняла 23-ю строчку UK Singles Chart. 21 апреля в День музыкального магазина песня была выпущена в качестве сингла, на би-сайде которого была композиция «Electricity». Песня продемонстрировала изменение музыкального стиля группы по сравнению с их предыдущим альбомом Suck It and See. Это произошло благодаря включению фальцета и хип-хоп-басов, сочетание которого в конечном итоге стало основным в альбоме AM.
1 мая была опубликована первая биографическая книга о группе: «The Arctic Monkeys: What People Say They Are… That’s What They’re Not», автором которой выступил Бен Осборн.
27 июля 2012 года группа выступила на церемонии открытия летних Олимпийских игр 2012 года в Лондоне, исполнив «I Bet You Look Good on the Dancefloor» и исполнив композицию группы The Beatles «Come Together». После церемонии кавер «Come Together» попал в UK Singles Chart, заняв 21-ю строчку и став самым высоким результатом группы с 2009 года («Crying Lightning» — 12-я строчка).
22 мая 2013 года группа начала тур в поддержку нового альбома с города Вентура, Калифорния, где представила новый трек под названием «Do I Wanna Know?». 1 июня группа выступила на Free Press Summer Fest, где также исполнила «Do I Wanna Know?». 6 июня группа впервые выступила в России, став хедлайнером московского «Субботника». Выступление «мартышек» было самым ожидаемым событием фестиваля. 14 июня на фестивале Hultsfred в Швеции группа представила ещё одну песню: «Mad Sounds». 19 июня «мартышки» представили видеоклип композиции «Do I Wanna Know?», опубликовав его на своей официальной странице в Facebook. В этот же день студийная версия песни с сопутствующими визуальными эффектами стала доступна для покупки через iTunes: сингл занял 11-ю строчку UK Singles Chart. 23 июня Arctic Monkeys стали хедлайнерами фестиваля Southside, проходившего в Германии.
24 июня 2013 года группа объявила, что пятый студийный альбом под называнием AM выйдет 9 сентября. Он был записан в Ранчо-де-ла-Луна, Калифорния. В качестве гостей альбома были Джош Хомме из Queens of the Stone Age, Пит Томас — барабанщик Элвиса Костелло, и Билл Райдер-Джонс из The Coral. Кроме того, 27 июня группа объявила о 8 концертах по Великобритании, кульминацией которых должен был стать концерт в Шеффилде. 28 июня группа стала хедлайнером фестиваля Гластонбери 2013, с оглушительным успехом исполнив «Mad Sounds» и «Do I Wanna Know?». Arctic Monkeys также стали хедлайнерами фестиваля Open'er, проходившего в городе Гдыня, Польша.
3 июля 2013 года, в интервью Lenta.ru Алекс Тёрнер объяснил, почему группа решила назвать свой следующий альбом просто AM — «К пятому альбому мы почувствовали себя по-настоящему реализовавшимся коллективом — на пике формы и играющим такую музыку, которую хотели исполнять всегда. Таким образом, отсчёт нашей карьеры как бы пошёл с начала». 12 июля, Джош Хомме, участвующий в записи альбома, заявил: «Пластинка очень крутая, сексуальная. Отлично будет звучать после полуночи». 15 июля, Arctic Monkeys выложили в интернет обложку своего будущего альбома. 11 августа, вышел «Why’d You Only Call Me When You’re High?» — третий сингл с альбома, содержащий би-сайд «Stop The World I Wanna Get Off With You». Композиция дебютировала на 8-й строчке UK Singles Chart, 18 августа 2013 года — это был первый сингл с 2007 года («Fluorescent Adolescent» 5-я строчка), который вошёл в Топ-10 британского хит-парада. Группа выложила новую пластинку в интернет, за несколько дней до официального релиза.

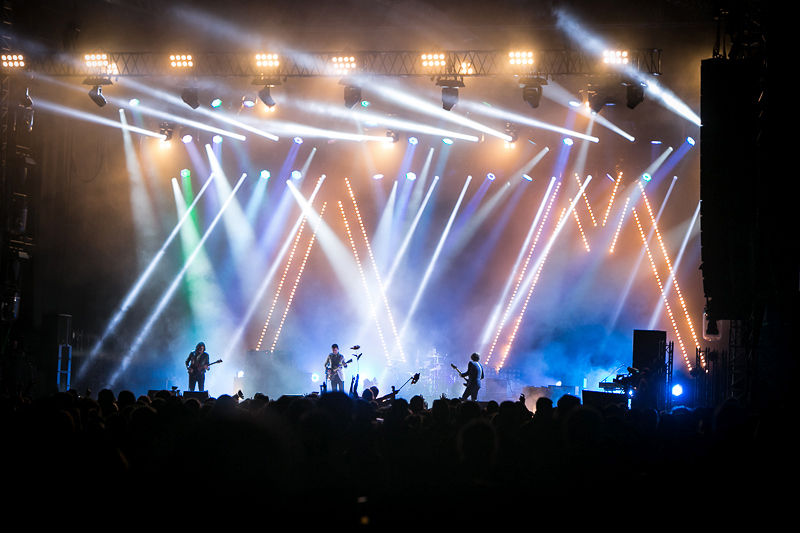
Arctic Monkeys выступают на фестивале Zürich Open Air, 30 августа 2013 года

Сразу после выпуска 9 сентября 2013 года альбом дебютировал на 1-й строчке UK Albums Chart. За первую неделю было продано более 157 000 копий пластинки. В результате Arctic Monkeys стали первой инди-рок группой, у которой все пять альбомов подряд достигали первой строчки чарта Альбом получил хорошие отзывы критиков и был номинирован на Mercury Prize, однако уступил пластинке Overgrown Джеймса Блейка. 20 февраля 2014 года Arctic Monkeys стали обладателями музыкальной премии Brit Awards 2014, победив в таких номинациях, как «Лучшая британская группа» и «Британский альбом года». Алекс Тёрнер во время своей благодарственной речи произнёс: «Это рок-н-ролл, да? Рок-н-ролл никогда не умрёт», что вызвало овации у зала. Группа стала триумфатором NME Awards 2014, получив пять наград и победив в том числе в номинациях «Лучшая британская группа», «Лучшее живое выступление группы» и «Лучший альбом». Торжественная церемония вручения наград состоялась вечером 26 февраля.
Алекс Тёрнер описал AM как «пока что самый оригинальный [альбом]», охарактеризовав его как слияние ударов барабана в хип-хопе с тяжёлым роком 1970-х годов. Композицию «Arabella» он назвал наиболее эффективным отражением слияния этих двух стилей. В AM Тёрнер продолжил экспериментировать с текстами, включив в композиции слова из поэмы «I Wanna Be Yours», написанной Джоном Купер Кларком. Тёрнер отмечает, что появление Джоша Хомме в песне «Knee Socks» стало его любимым моментом со всего альбома.
13 августа 2014 года, в сети появился список номинантов премии Independent Music Award, Arctic Monkeys оказались в лидерах по количеству номинаций. Последняя пластинка AM представлена в категории «Независимый альбом года», а трек «Do I Wanna Know?» в номинации «Независимая песня года». 29 октября была вручена ежегодная премия Q Awards, Arctic Monkeys значились в трех категориях — «Лучшее видео», «Лучший исполнитель» и «Лучший концертный исполнитель», но проиграли, главными триумфаторами церемонии стали рокеры Kasabian, удостоившись званий «Лучшей группы» и «Лучшее концертное выступление».

### Tranquility Base Hotel & Casino(2017–2022)
24 августа 2014 года, группа объявила о перерыве в своем творчестве после окончания тура. Тёрнер и Хелдерс в это время уже участвовали в других проектах. Алекс в составе группы The Last Shadow Puppets выпустил второй студийный альбом Everything You’ve Come to Expect, а Хелдерс играл на барабанах в новом альбоме Игги Попа Post Pop Depression.
6 июня 2016 года, участники группы впервые после окончания тура были вместе на публике. Они посетили детскую больницу в своем родном городе Шеффилд. 23 декабря 2016 года, Тёрнер подтвердил ведущему BBC Sheffield Шамиру Масру, что коллектив приступил к работе над очередной пластинкой.
В мае 2017 года появились фотографии, где видно, что группа находятся в Лос-Анджелесе и работает над новым альбомом. О’Мэлли подтвердил, что запись альбома началась в сентябре 2017 года и что он будет выпущен примерно в 2018 году.
11 мая 2018 года был выпущен шестой альбом группы, названный Tranquility Base Hotel & Casino.

### The Car(2022)
23 августа 2022 года на фестивале Zurich Openair Arctic Monkeys выступили с новой песней "I Ain't Quite Where I Think I Am". На следующий день группа анонсировала свой седьмой студийный альбом The Car, выпуск которого состоялся 21 октября 2022 года.

## Музыкальный стиль и влияние
Музыка группы попадает в жанр инди-рока, хотя музыкальный стиль менялся с каждым новым альбомом, что является одной из ключевых особенностей группы. Музыка группы расширяла и изменяла своё звучание в каждом из шести альбомов, что усложняет определить к какому-либо точному стилю относятся композиции коллектива. Ключевой частью всей музыки коллектива является вокал: сложные и часто быстро проговариваемые тексты песен, исполненные с сильным шеффилдским акцентом фронтмена группы Алексом Тёрнером. Альбомы группы Whatever People Say I Am, That’s What I’m Not и Favourite Worst Nightmare были написаны в жанрах гаражный рок и постпанк-ривайвл с острыми социальными текстами, написанными Тёрнером. В первом альбоме Алекс рассмотрел поведение людей в ночном клубе и культуре их родного города.
Эти темы по-прежнему освещались в следующем альбоме Favourite Worst Nightmare. Песни «Fluorescent Adolescent» и «Do Me a Favour» описывали неудачные отношения, ностальгию и постепенное старение, в то время как в музыкальном плане группа использовала более быстрый и агрессивный звук. В альбоме Humbug произошла резкая смена музыкального направления: под влиянием Джоша Хомме группа начала играть в жанрах пустынного и психоделического рока, а тексты Тёрнера стали более абстрактными и исследовали более загадочные темы.
Четвёртый альбом группы Suck It and See стал смешиванием разных стилей и направлений музыки. Тёрнер сказал: «Я думаю, что новый альбом является балансом между первыми тремя. Там нет ничего о стоянках такси или о чём-нибудь подобном, но есть немного точки зрения, которая была в ранних песнях, чувства юмора и немного Humbug, расставленного по углам». Критики отметили влияние британских рок-групп 1960-х годов, группы The Smiths и более медленных любовных баллад, которые быстро развиваются в песне, олицетворяя звучание группы.
В интервью журналу NME Алекс Тёрнер назвал Джона Леннона главным человеком, оказавшим влияние на его тексты. Говоря о Ленноне, Тёрнер сказал: «Я помню, когда впервые начал писать музыку и писать тексты, я действительно хотел быть способным написать „I Am the Walrus“, но понял, как это трудно. Вы слушаете это, и вам кажется, что это какой-то бред, но на самом деле очень трудно написать такую песню и сделать её убедительной. Леннон определённо умел это».
По словам участников группы, пятый альбом AM подвергся влиянию хип-хопа. Как заявил Алекс Тёрнер в интервью NME, «это как к биту Dr. Dre присоединить Айка Тёрнера и послать его с гитарой Stratocaster через пустыню». Также он сказал, что на альбом оказали влияния такие группы, как OutKast, Aaliyah и Black Sabbath. В альбоме присутствуют тяжёлые песни, такие как «R U Mine?», а также и более мягкие: «Mad Sounds» и «No. 1 Party Anthem».

## Состав группы
| Текущий состав - Алекс Тёрнер – вокал, соло- и ритм-гитара (2002–настоящее время), клавишные (2006–настоящее время), перкуссия (2002–2006) - Джейми Кук – ритм- и соло-гитара (2002–настоящее время), клавишные (2018–настоящее время), бэк-вокал (2002–2008) - Мэтт Хэлдерс – ударные, перкуссия, бэк-вокал, иногда вокал (2002–настоящее время) - Ник О'Мэлли – бас-гитара, бэк-вокал (2006–настоящее время) | Бывшие участники - Энди Николсон – бас-гитара, бэк-вокал (2002–2006) |

## Дискография
- Whatever People Say I Am, That’s What I’m Not (2006)
- Favourite Worst Nightmare (2007)
- Humbug (2009)
- Suck It and See (2011)
- AM (2013)
- Tranquility Base Hotel & Casino (2018)
- The Car (2022)

## Туры
- Whatever People Say I Am Tour (2005—2006)
- Favourite Worst Nightmare Tour (2007)
- Humbug Tour (2009—2010)
- Suck It and See Tour (2011—2012)
- AM Tour (2013—2014)